# Metynnis luna
Metynnis luna är en fiskart som beskrevs av Cope, 1878. Metynnis luna ingår i släktet Metynnis och familjen Characidae. Inga underarter finns listade i Catalogue of Life.